# Discestra pugnax
Discestra pugnax là một loài bướm đêm trong họ Noctuidae.